# Johann Caspar Bauhin (Mediziner, 1665)
Johann Caspar Bauhin (* 1665 in Basel; † 19. März 1705 in Mömpelgard) war ein Schweizer Arzt aus der Medizinerfamilie Bauhin.
Johann Caspar Bauhin war der älteste Sohn von Hieronymus Bauhin. Er studierte in Basel Medizin und wurde 1687 promoviert. Er wurde Leibarzt beim Herzog von Württemberg.